# Bicyclus auricruda
Bicyclus auricruda je leptir iz porodice šarenaca. Živi u Gvineji, Liberiji, Obali Bjelokosti, Gani, Nigeriji, Kamerunu, Republici Kongo, Srednjoafričkoj Republici, DR Kongu, Ugandi, Burundiju, Keniji i Tanzaniji. Stanište su mu zimzelenih i galerijske šume.

## Podvrste
- Bicyclus auricruda auricruda (Gvineja, Liberija, Obala Bjelokosti, Gana)
- Bicyclus auricruda fulgidus Fox, 1963 (Nigerija, Kamerun, Republika Kongo, Srednjoafrička Republika, DR Kongo, Uganda, Burundi, zapadna Kenija i zapadna Tanzanija)

## Vanjske poveznice
|  | Zajednički poslužitelj ima još gradiva o temi Bicyclus auricruda |